# (12786) 1995 SU
(12786) 1995 SU es un asteroide perteneciente al cinturón de asteroides, descubierto el 19 de septiembre de 1995 por Stephen P. Laurie desde el Church Stretton Observatory, Church Stretton, Inglaterra.

## Designación y nombre
Designado provisionalmente como 1995 SU.

## Características orbitales
1995 SU está situado a una distancia media del Sol de 2,319 ua, pudiendo alejarse hasta 2,513 ua y acercarse hasta 2,125 ua. Su excentricidad es 0,084 y la inclinación orbital 5,050 grados. Emplea 1289,68 días en completar una órbita alrededor del Sol.

## Características físicas
La magnitud absoluta de 1995 SU es 14,77. 